# Botschaft Bahrains in Berlin

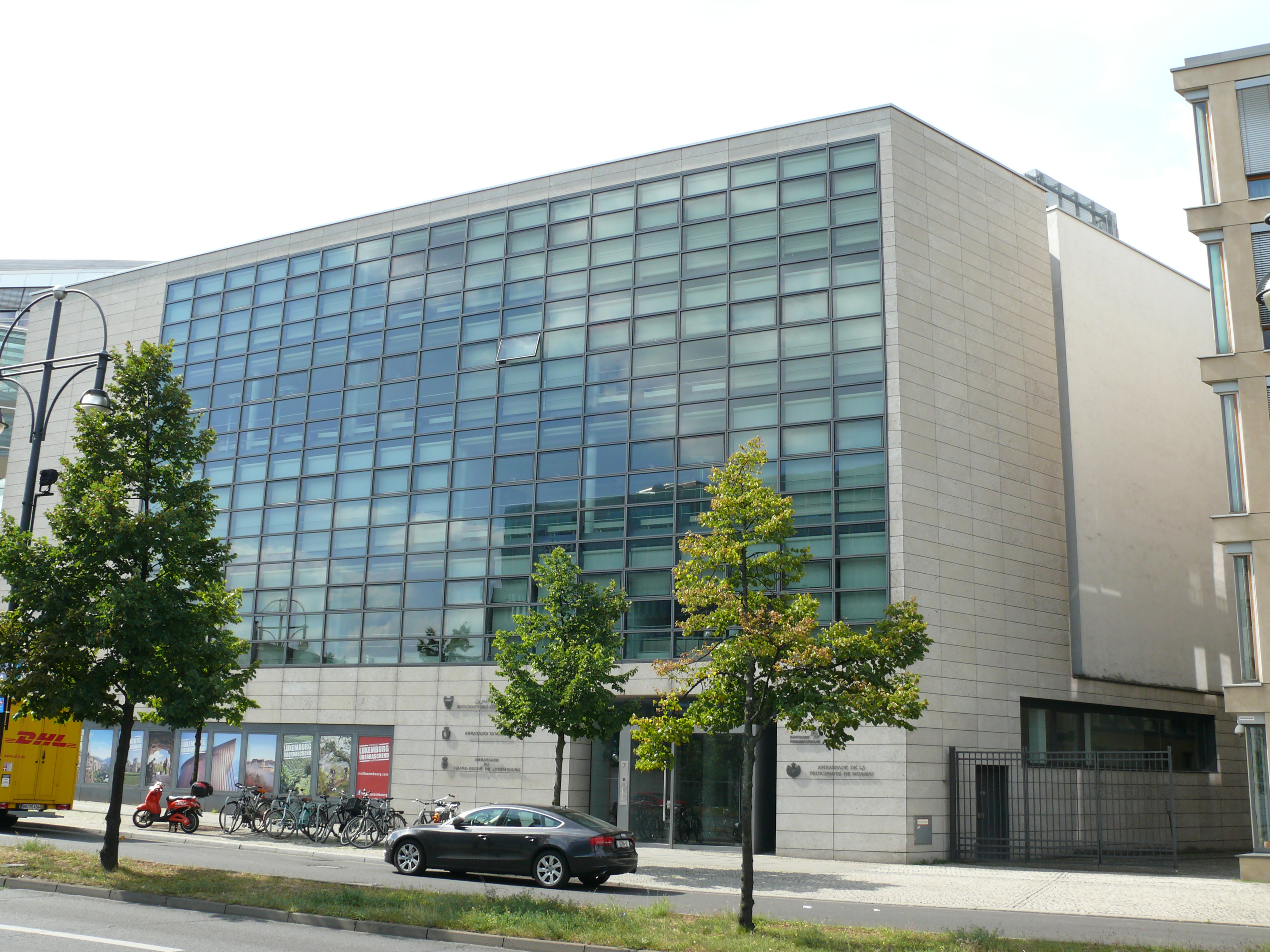
Botschaftsgebäude Klingelhöferstraße 7

Die Botschaft Bahrains in Berlin ist die diplomatische Vertretung des Königreichs Bahrain in Deutschland. Sie hat ihren Sitz in der Klingelhöferstraße 7 im Ortsteil Tiergarten des Bezirks Mitte.
Botschafter ist seit dem 8. März 2018 Abdulla Abdullatif Abdulla.

## Geschichte der diplomatischen Beziehungen
Das Königreich Bahrain ist seit dem 14. August 1971 unabhängig. Am 17. Mai 1972 nahmen Bahrain und die Bundesrepublik Deutschland diplomatische Beziehungen auf. Die Botschaft hatte ihren Sitz in der Plittersdorfer Straße 91 in Bonn-Bad Godesberg. Wegen des Umzugs von Bundestag und Regierung nach Berlin verlegte auch die Botschaft Bahrains ihren Sitz in die neue deutsche Hauptstadt und bezog 2011 Räume am Potsdamer Platz 11 in Berlin-Tiergarten. Seit 2013 befindet sie sich in der Klingelhöferstraße 7 in Berlin-Tiergarten.

## Botschafter (seit 2011)
- 19. Oktober 2011: Ebrahim Mahmood Ahmed Abdulla[4]
- 08. März 2018: Abdulla Abdullatif Abdulla[5]

## Gebäude
Das Botschaftsgebäude, in dem auch die Botschaften des Großherzogtums Luxemburg, der Republik Malta und des Fürstentums Monaco ihren Sitz haben, wurde 1998 bis 2000 nach einem Entwurf des Architekten Seyed Mohammad Oreyzi errichtet. Der vierstöckige trapezförmige Baukörper öffnet sich zur benachbarten CDU-Zentrale in einen halbkreisförmigen Hof. Nahezu die gesamte Fassade zur Klingelhöferstraße wird von einer Glasfront eingenommen. Das Sockelgeschoss ist mit römischem Travertin verkleidet.
Die Botschaft Bahrains residiert im zweiten Obergeschoss.